# ويليام ألانسون وايت
ويليام ألانسون وايت (بالإنجليزية: William Alanson White)‏ هو طبيب نفسي وعالم نفس وطبيب أمريكي، ولد في 1870، وتوفي في 7 مارس 1937.

## وصلات خارجية
- ويليام ألانسون وايت على موقع الموسوعة البريطانية (الإنجليزية)